# NGC 6874
NGC 6874 este o galaxie situată în constelația Lebăda. A fost descoperită în 15 septembrie 1792 de către William Herschel.